# ماوريسيو برييتو
ماوريسيو برييتو (بالإسبانية: Mauricio Prieto) (26 سبتمبر 1987 بمونتفيدو في الأوروغواي - ) هو لاعب كرة قدم أوروغواني في مركز الدفاع. شارك مع منتخب الأوروغواي تحت 20 سنة لكرة القدم. أما مع النوادي، فقد لعب مع ريفر بليت وسانتياغو واندررز ونادي بوليفار ونادي كوبان كراسنودار.

## وصلات خارجية
- ماوريسيو برييتو على موقع الاتحاد الدولي (مؤرشف)  (الإنجليزية)
- ماوريسيو برييتو على موقع إي إس بي إن إف سي (الإنجليزية)
- ماوريسيو برييتو على موقع قاعدة بيانات كرة القدم.إي يو (الإنجليزية)
- ماوريسيو برييتو على موقع Soccerway.com (الإنجليزية)
- ماوريسيو برييتو على موقع عالم كرة القدم.نت (الإنجليزية)
- ماوريسيو برييتو على موقع AS.com (الإسبانية)